# Trobente
Trobente (znanstveno ime Craterellus) so rod gliv iz družine lisičark (Cantharellaceae).

## Seznam trobent Slovenije[3]
- črna trobenta (Craterellus cornucopioides)
- žolta trobenta (Craterellus lutescens)
- mala trobenta (Craterellus pusillus)
- lijasta trobenta (Craterellus tubaeformis)
- nagubana trobenta (Craterellus undulatus)